# George Pettit
George Pettit (nascido em 2 de Outubro de 1982, em Grimsby), é um músico canadense mais conhecido como o vocalista da banda de post-hardcore Alexisonfire. Ele também é atualmente ativo como vocalista de Dead Tired

## Biografia
George cresceu na "Gateway to Niagar" cidade de Grimsby. Ele participou de Lakeview Public School por seus anos elementares, e Escola Secundária de Grimsby, onde começou a realizar seu sonho de se tornar um artista de rock através de vários pequenos shows por toda a área.
Na idade de 17 anos, George acompanhado por amigos como Dallas Green, Wade MacNeil, Chris Steele, e Jesse Ingelevics formaram o Alexisonfire. De acordo com Pettit, ele tinha uma escolha de ir para a escola de arte ou estar na banda antes da primeira turnê. Pettit finalmente escolheu Alexisonfire que viria a ganhar reconhecimento mundial.
Em janeiro de 2009, George se casou com sua namorada de longa data, Megan. Seu primeiro filho, Owen Edward Pettit, nasceu no solstício de inverno, 21 de dezembro de 2009.
Pettit é um ávido colecionador de discos, bem como um DJ, levando dicas do grande DJ King Tubby. Ele também é conhecido por seu gosto musical diversificado variando de Rick James e Nancy Sinatra do The Screamers. Pettit foi um jurado sobre os dois primeiros episódios de Vídeo On Trial, um programa de televisão no MuchMusic, sob o pseudônimo de George Logan. Ele também abriga Notas estranhas, um programa de televisão que vai ao ar na BiteTV e aux.tv. As características mostram entrevistas em profundidade conduzidas por George de artistas que ele acha interessante.
Desde a dissolução da Alexisonfire em 2011, Pettit tem treinado novamente para se tornar um bombeiro em Hamilton.

## Outros trabalhos
George está envolvido no projeto paralelo Black Lungs do colega de banda Wade MacNeil, para quem às vezes toca baixo em turnê.
Anteriormente, uma banda chamada The Bergenfield Four (incluindo Pettit ao lado de membros do Attack in Black and Fucked Up) fez seu primeiro show em Toronto, Ontário, no El Mocombo, no outono de 2006. Eles lançaram uma demo com quatro canções em abril 2007.
George Pettit aparece no vídeo Cancer Bats para "100 Grand Canyon" e "Pneumonia Hawk", bem como vocais que contribuem para Pneumonia Hawk. Ele também apareceu com Dallas Green em Jude álbum da Obscure, na canção "Wake Up My Love", e como vocalista convidado em "Vivian Girls" por Fucked Up. Mais tarde, ele contribuiu com mais vocais para o álbum de Fucked Up intitulado Glass Boy.
Forneceu vocais na demo gravada chamada "Brown EP" para a banda de Hamilton "Monster Truck", para a canção intitulada "Sworded Beest".
Pettit também faz um cameo no vídeo da música "Surprise Surprise" do Billy Talent.